# STS-9
STS-9 (известен и като STS-41A и Spacelab 1) e шестият космически полет на совалката Колумбия и девета мисия по програмата Спейс шатъл. Първи космически кораб в света с екипаж от шест души, първи полет на Спейслаб и последен полет по старата STS-номерация до възобновяването на полетите след катастрофата със совалката „Чалънджър“, полет STS-51L.

## Основен
| Пост                           | Астронавт                               |
| ------------------------------ | --------------------------------------- |
| Командир                       | Джон Йънг шест космически полета        |
| Пилот                          | Брюстер Шоу един космически полет       |
| Специалист на мисията 1        | Оуен Гериът втори космически полет      |
| Специалист на мисията 2        | Робърт Паркър един космически полет     |
| Специалист по полезния товар 1 | Улф Мерболд (ЕКА) един космически полет |
| Специалист по полезния товар 2 | Байрън Лихтенберг един космически полет |

- Броят на полетите е преди и включително тази мисия.

### Резервен екипаж
| Пост                           | Астронавт       |
| ------------------------------ | --------------- |
| Специалист по полезния товар 1 | Убо Окелс (ЕКА) |
| Специалист по полезния товар 2 | Майкъл Ламптън  |

## Полетът
STS-9 е първата мисия на космическа совалка с 6-членен екипаж – най-големият от досегашните космически мисии. В него вземат участие командирът и рекордьор дотогава астронавт в своя шести космически полет Джон Йънг, ветеранът от програмата „Скайлаб“ Оуен Гериът, първият астронавт на тогавашната ФРГ и изобщо първи чужденец, летял на совалка Улф Мерболд, ученият от Масачузетския университет Байрън Лихтенберг, пилотът на совалката Брюстер Шоу и Робърт Паркър.
Мисията е изцяло посветена на „Спейслаб 1“. Това е съвместна програма на НАСА и ЕКА за показване възможностите за провеждане на съвременни научни изследвания в космоса с астронавти и специалисти, работещи с модула в космоса, координирани с учени на Земята. Финансирането на „Спейслаб“ е изцяло от ЕКА.
Мисия STS-9 стартира успешно от космическия център „Кенеди“ в 11:00 източно време на 28 ноември 1983 г. Екипажа на совалката е разделен на два екипа, всеки от които работи на смени по 12 часа, поради продължителността на мисията. Йънг, Паркър и Mерболд са в червения екип, а Шоу, Гериът и Лихтенберг – в синия. Докато членовете на единия отбор са в пилотската кабина, другия е вътре в „Спейслаб“.
По време на мисията са извършени 72 научни експерименти в областта на атмосферната и плазмена физика, астрономията, слънчевата физика, материалознанието, наблюдения на Земята. Изпълнението на програмата протича толкова добре, че мисията е удължена с допълнителен ден до 10 дни, което я прави най-продължителната на совалка до това време.
Оуен Гериът осъществява първата връзка от космоса с радиолюбители по време на полета.
Опита от полета на „Спейслаб“ се оказва много успешен и доказва изпълнимостта на сложни експерименти в космоса с помощта на „неастронавти“, а обучени специалисти по полезни товари в сътрудничество с наземни учени.
„Колумбия“ се приземява на писта 17 в Edwards Air Force Base на 8 декември 1983 г. след завършени 166 обиколки и пропътувани 6,9 милиона км по време на нейната мисия. Совалката е прибрана в КЦ „Кенеди“ на 15 декември.

## Параметри на мисията
- Маса:
  - При излитане: 112 318 кг.
  - При кацане: 99 800 кг.
  - Маса на полезния товар: 15 088 кг.
- Перигей: 241 км.
- Апогей: 254 км.
- Инклинация: 57,0°
- Орбитален период: 89.5 мин.

## Галерия
- Стартът на мисия STS-9
- Почивка на екипажа
- Поглед към товарното отделение на совалката и „Спейслаб“